# Thomas Burnet
Pour les articles homonymes, voir Burnet.
Thomas Burnet (vers 1635, Croft (York) - 27 septembre 1715), écrivain et théologien anglais.

## Biographie
Il est directeur du collège de Charterhouse à Londres (1685), maître de l'hôpital de Sutton à Londres, chapelain et secrétaire du cabinet du roi Guillaume III d'Angleterre ; mais il perd sa faveur et ses places pour avoir émis dans plusieurs de ses ouvrages des opinions condamnables sur la religion. La plupart de ses écrits sont à l'Index.
Dans Telluris theoria sacra, Burnet tente de réconcilier la théorie de la Terre de Descartes avec la Bible, toutefois il essaie d'expliquer le Déluge rationnellement : pour Burnet, le Déluge n'a pas été provoqué par Dieu, mais il a eu lieu comme conséquence des lois naturelles que Dieu a instaurées. Burnet utilise une chronologie courte, compatible avec celle de la Bible, dans sa théorie de la formation de la Terre. Buffon, plus tard, critiquera le système de Burnet en ces termes : « L'auteur ignorait les principaux phénomènes de la terre, il a tout tiré de son imagination, qui, comme l'on sait, sert volontiers aux dépens de la vérité. »

## Publications

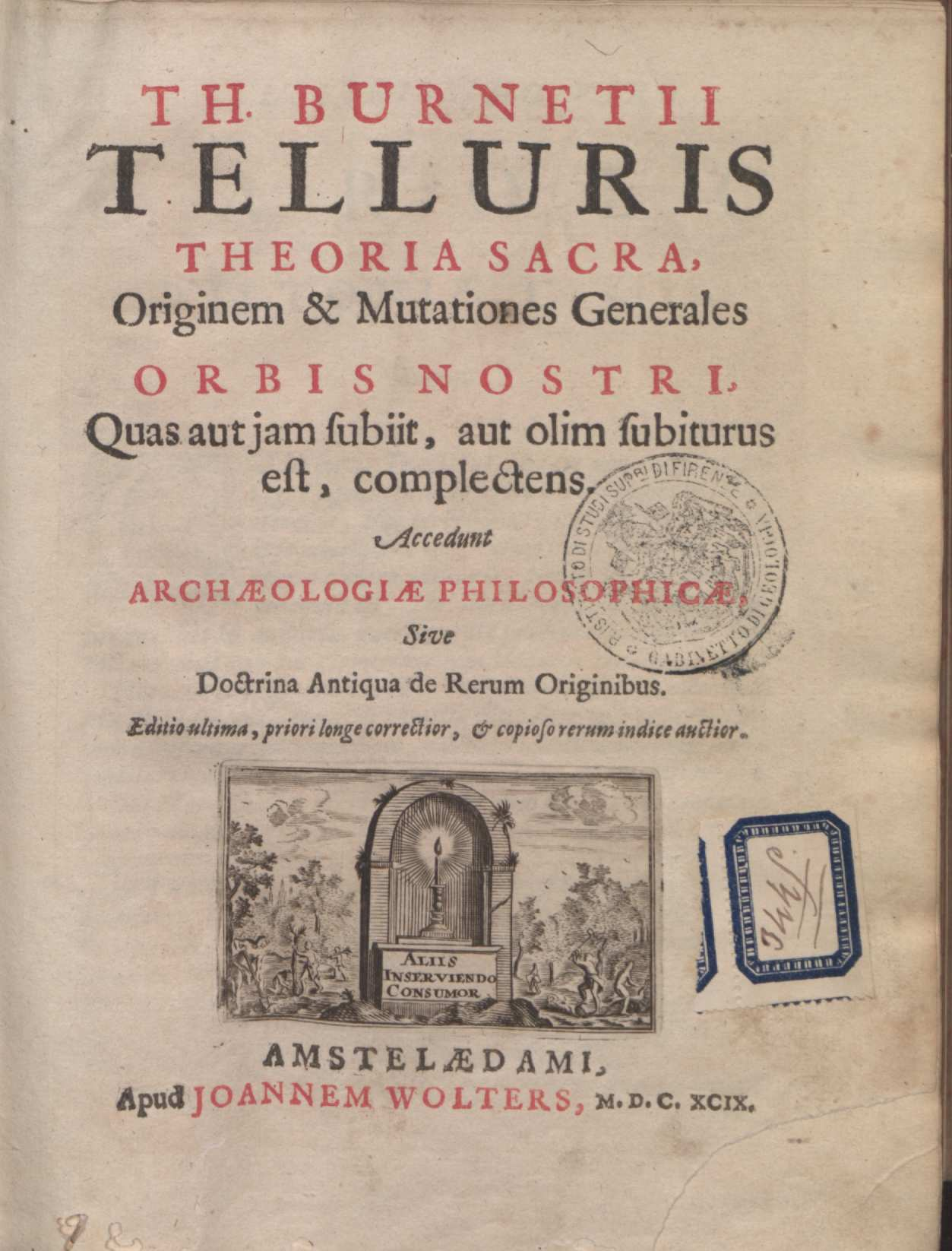
Telluris theoria sacra, 1699

- Telluris theoria sacra (Londres, 1680), essai d'une explication théologique de la condition géologique du globe terrestre.
- Archaeologiae philosophicae sive doctrina antiqua de rerum originibus (Londres, 1692). Ce traité donne du récit de la Genèse sur la chute de l'humain une interprétation allégorique.
- De Fide et officiis christianorum (1723)
- De Statu mortuorum et resurgentium (1723), traduit par Bion en 1731.
- De futurae Judaeorum restauration.